# Júlio Girão de Faria de Morais Sarmento
Júlio Girão de Sousa e Melo de Magalhães Coutinho de Faria de Morais Sarmento (Rio de Moinhos (Sátão), 2 de julho de 1857 — Rio de Moinhos (Sátão), 15 de outubro de 1928), 3.º visconde do Banho, foi um advogado, formado em Direito pela Universidade de Coimbra, que, entre outras funções de relevo, foi deputado às Cortes da Monarquia Constitucional e ao Senado da República e governador civil do Distrito de Coimbra (1896-1897) e do Distrito de Viseu (1906-1908). Fez parte da Junta Governativa da Monarquia do Norte em 1919, onde estava indigitado para as pastas da justiça e da instrução pública. Foi preso quando arevolata monárquica foi sufocaa pelas forças republicanas. Amnistiado em 1921, manteve-se defensor da Causa Monárquica e integrou o seu conselho político.

## Biografia
Júlio Girão de Faria de Morais Sarmento nasceu na Freguesia de Rio de Moinhos (Sátão), filho de António José de Faria da Guerra e de sua mulher Maria dos Prazeres Girão de Morais Sarmento (irmã do 2.º visconde do Banho). Foi o 3.º visconde do Banho, em sucessão de seu avô, Alexandre Tomás de Morais Sarmento, o 1.º visconde do Banho. Casou com Ana Augusta de Castilho Falcão de Mendonça, neta do 1.º visconde de Almendra, de quem teve descendência.
Bacharel em Direito pela Faculdade de Direito da Universidade de Coimbra e proprietário, foi militante do Partido Regenerador e dedicou-se à política. Foi eleito deputado às Cortes em 1895, pelo círculo eleitoral de Viseu, sendo nomeado governador civil do distrito de Coimbra (1896-1897). Em 1900 foi novamente eleito deputado, desta feta pelo círculo eleitoral de Moimenta da Beira, sendo nomeado governador civil do distrito de Viseu (1906-1908). 
Após um hiato causado pela proclamação da República Portuguesa, em 1918 foi eleito para o Senado da República pelo círculo eleitoral da Beira Alta. Era deputado aquanda da tentativa de restauração do regime monárquico que ficaria conhecido como a Monarquia do Norte (1919). Instalou-se no Porto, onde fez parte da Junta Governativa do Reino criada pelos revolucionários, como Ministro da Justiça e Instrução. Preso após a vitória dos republicanos, foi amnistiado (1921), passando depois a exercer grande actividade na Causa Monárquica, cujo conselho político integrou.
O seu nome faz parte da toponímia de Sátão onde existe a Rua Visconde do Banho.